# Quartier de la Villette
La Villette ist das 73. der 80 Quartiers (Stadtviertel) von Paris. Es liegt im nordöstlichsten Teil der Stadt und gehört zum 19. Arrondissement.
Dort befinden sich:
- das Bassin de la Villette mit

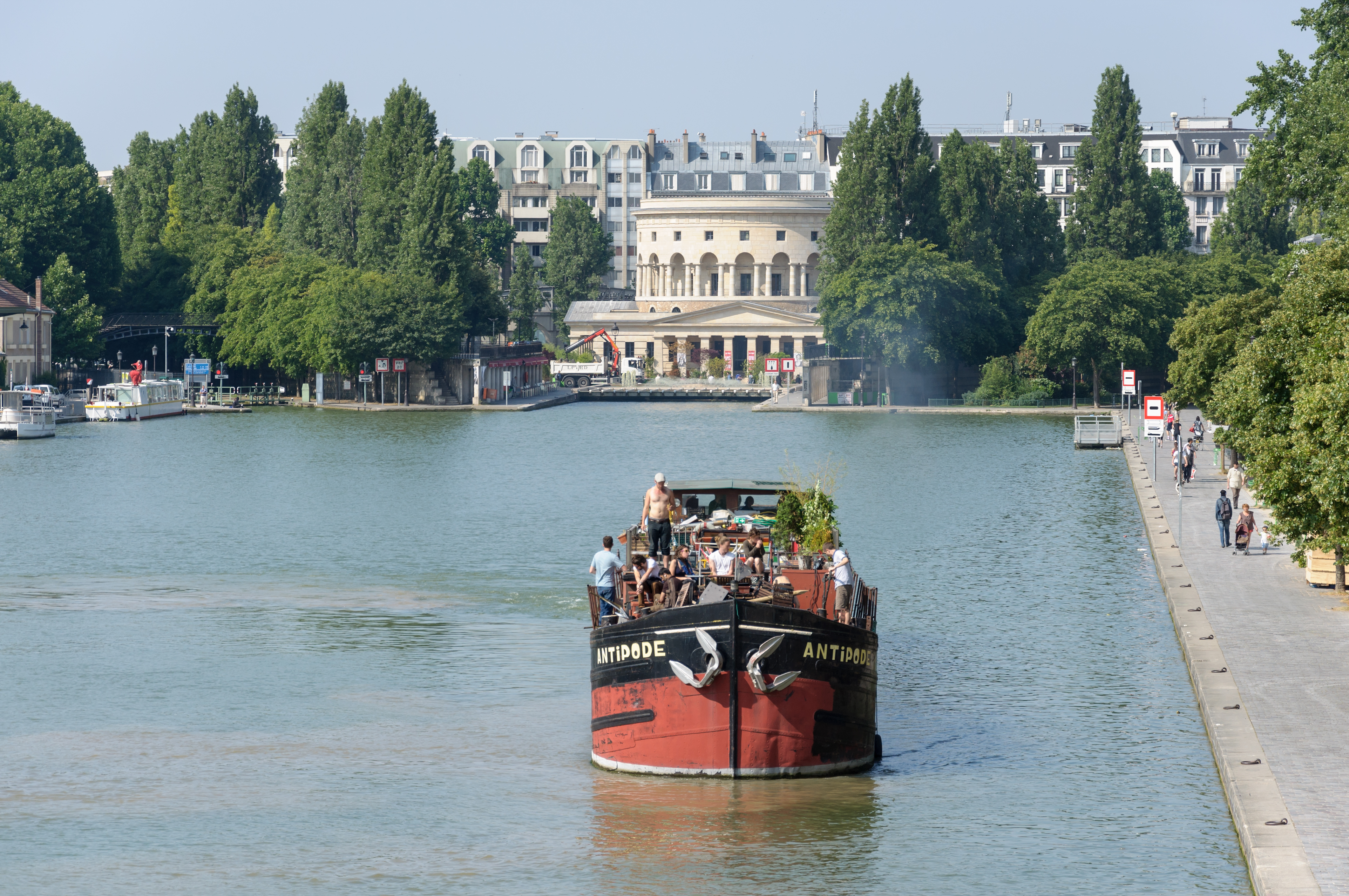
Das Bassin de la Villette mit der Rotonde de la Villette und (links davon) dem Abzweig des Canal Saint-Martin

Verwaltungsbezirke des 19. Arrondissements

  - ehemaligen Geschäftshäusern, die heute als Studentenwohnungen genutzt werden
  - der letzten Hubbrücke von Paris, dem Pont levant de la rue de Crimée
  - einem Kinokomplex, MK2 Quai de Loire / Quai de Seine
  - der Rotonde de la Villette, einem von Claude-Nicolas Ledoux entworfenen Zollhaus aus dem Jahr 1788, und der Place de la Bataille-de-Stalingrad

## Geografie
Das Quartier de la Villette bildet den Westteil des 19. Arrondissement in den Grenzen
- Nord-Ost: Quartier du Pont de Flandre (Rue de l’Ourcq)
- Süd-Ost: Quartier du Combat (Rue de Meaux und Avenue Jean Jaurès)
- Süd-West: 10. Arrondissement (Quartier de l’Hôpital Saint-Louis)
- Nord-West: 18. Arrondissement (Rue d’Aubervilliers)

## Geschichte

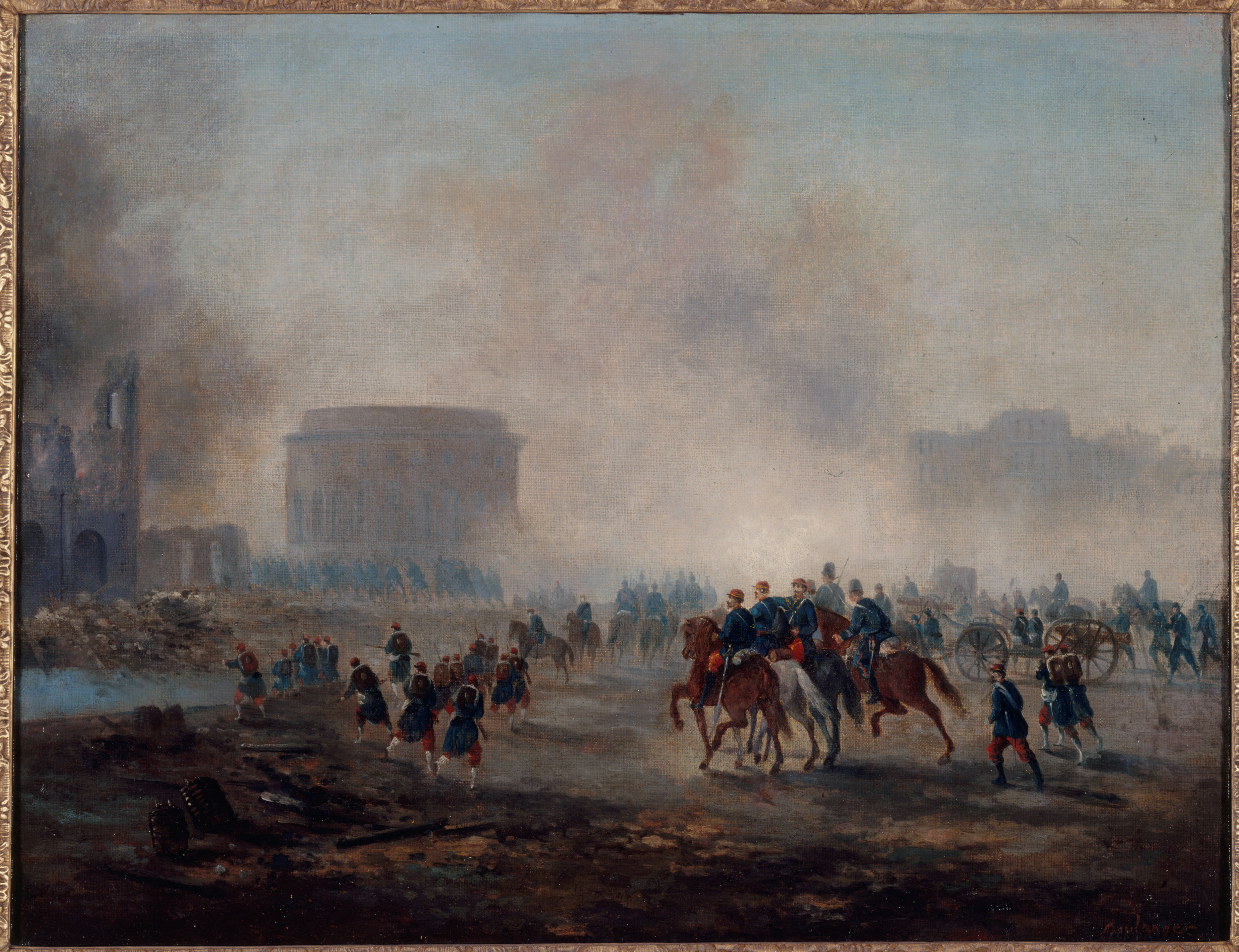
La Villette im Mai 1871, umzingelt von den Truppen aus Versailles (Gustave Boulanger, Musée Carnavalet)

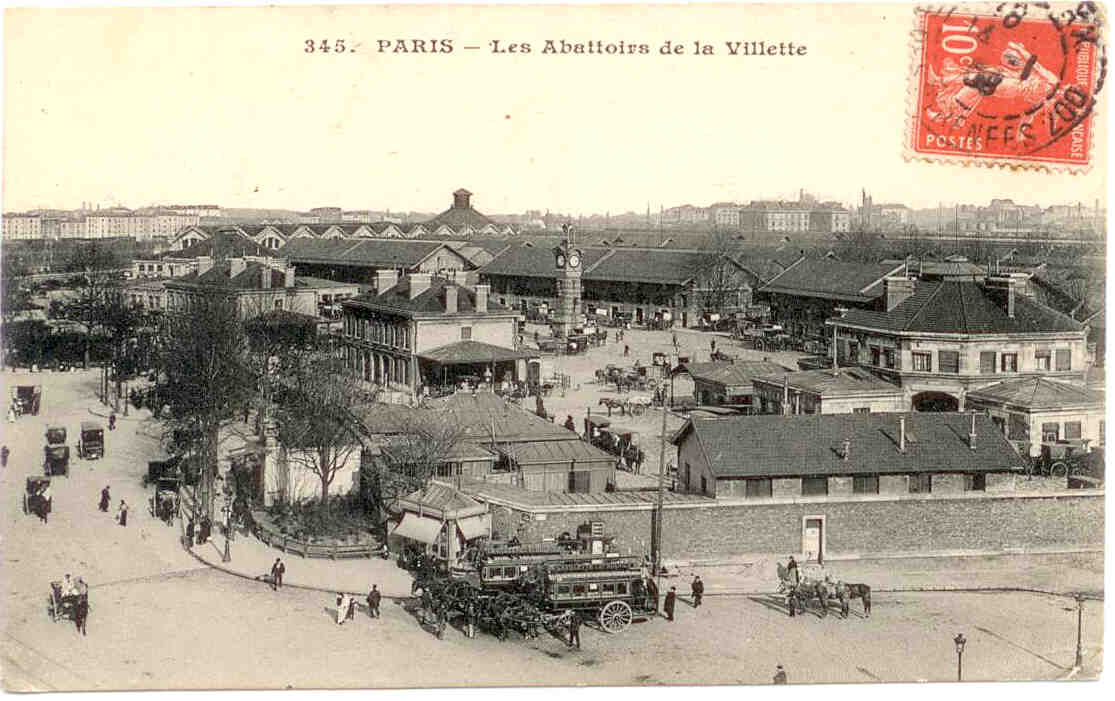
Die Schlachthäuser um 1900

Das Quartier ist aus der ehemaligen Gemeinde La Villette entstanden, die 1860 nach Paris eingemeindet wurde. Das Dorf lag auf der Achse Paris–Flandern via Senlis, weshalb die große Durchgangsstraße des Viertels bis heute Avenue de Flandre heißt. Es bestand ehemals aus zwei Ortschaften (La Grande Villette und La Petite Villette) mit vorwiegender Arbeiterbevölkerung, zahlreichen Fabriken, dem Viehmarkt und den 1867 eröffneten Schlachthäusern (Abattoirs de la Villette) von Paris. Schlachthof und Viehmarkt wurden 1974 nach Pantin verlegt; 1979 wurde ein Projekt zur Umwandlung der fast bis an den Boulevard Périphérique reichenden, 55 ha großen Fläche entwickelt, um dieses vernachlässigte und heruntergekommene Quartier im 19. Arrondissement wiederzubeleben. Daraus entstand der Parc de la Villette mit dem Technikmuseum Cité des sciences et de l’industrie. Dieser Teil des ehemaligen Orts La Villette gehört allerdings heute zum Quartier du Pont-de-Flandre, das noch weiter nordöstlich liegt und ebenfalls zum 19. Arrondissement gehört.

## Sehenswürdigkeiten
- Rotonde de la Villette an der Place de Stalingrad
- Lagerhallen an den Straßen Quai de la Seine und Quai de la Loire
- Wohnturm, 1 Rue Duvergier
- Ehemalige Lagerhäuser der Kaufhäuser an der Rue de Crimée
- Jüdischer Friedhof Cimetière des Juifs portugais de Paris (auch: Cimetière israélite de la Villette), 44 Avenue de Flandre
- Porte des Flamands, 69 Rue de Flandre
- Wohnsiedlung «Orgeln von Flandern», 67–107 Rue de Flandre und 14/24 Rue Archereau
- Kirche Saint-Jacques-Saint-Christophe, Place de Bitche
- Städtische Turnhalle und Duschen, Avenue Jean Jaures
- Städtisches Konservatorium für Musik Jacques-Ibert, 79–83 Rue Armand Carrel
- Synagogue Michkenot Israël, Rue Jean Nohain
- Théâtre International de Langue Française (TILF), 211 Avenue Jean-Jaurès[1]
- Centquatre-Paris, ein Kulturzentrum[2]